# Moni Asomaton

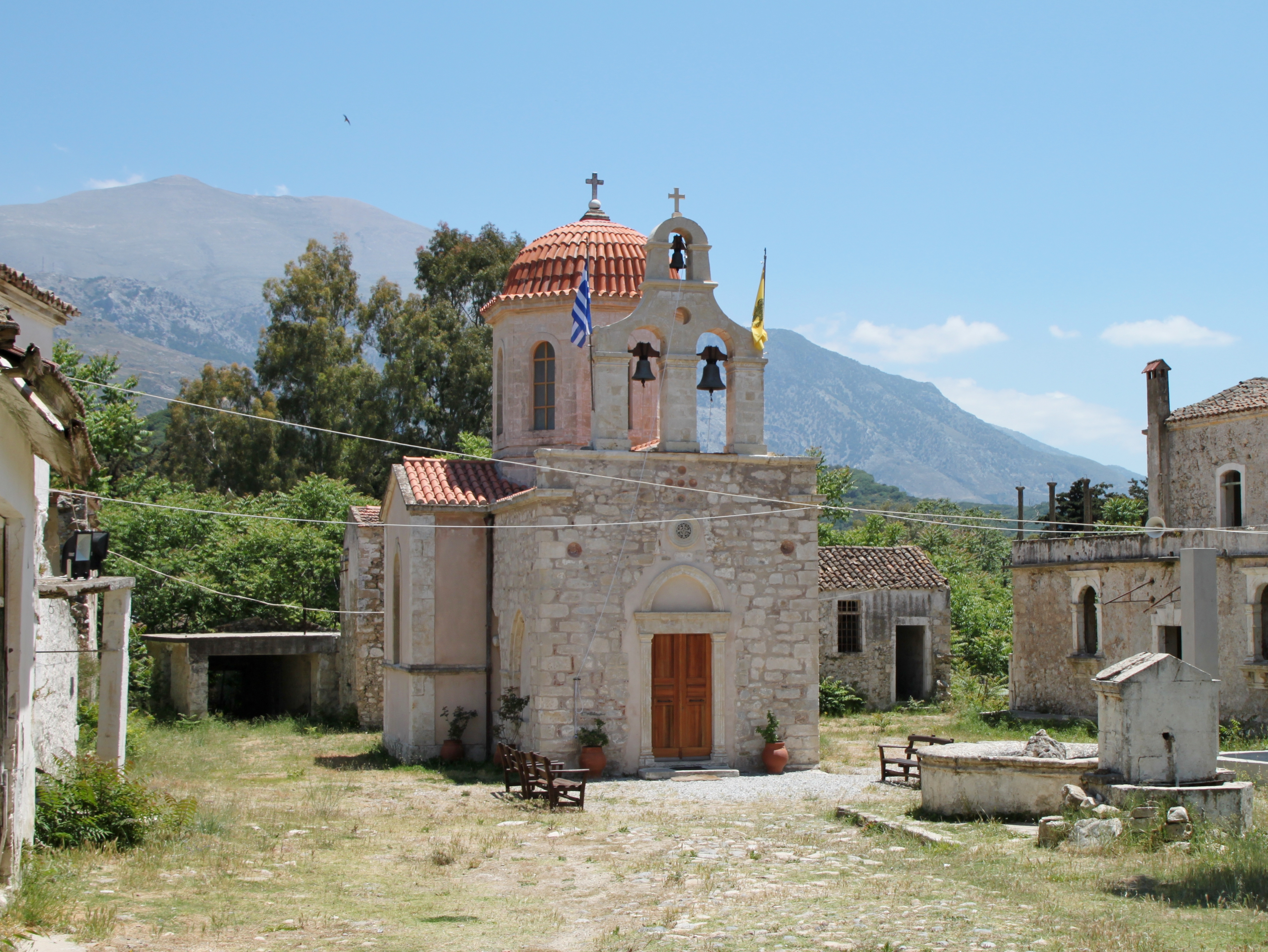
Restaurierte Kirche in der Mitte der Klosteranlage

Moni Asomaton (griechisch Μονή Ασωμάτων ‚Kloster der Engel‘), auch Iera Moni Asomaton (Ιέρα Μονή Ασωμάτων), ist eine Klosteranlage im Amari-Becken (Αμάρι), einem fruchtbaren Tal im Regionalbezirk Rethymno auf der griechischen Insel Kreta. Das Kloster ist zurzeit nicht bewohnt, die Gebäude weisen einen teilweise starken Verfallszustand auf. Dagegen wurde die Klosterkirche (Καθολικό Katholiko) in den letzten Jahren restauriert und begonnen, ein weiteres Gebäude für ein künftiges Museum auszubauen.

## Lage
Ungefähr 22 Kilometer südöstlich der Stadt Rethymno in der Mitte des Amari-Beckens, der nach dem Kloster benannten Ebene Asomathianos Kambos, bildete Moni Asomaton einst das geistige und kulturelle Zentrum der Region. Das Klostergelände befindet sich an der Straße von Agia Fotini (Αγία Φωτεινή), dem Hauptort der Gemeinde (Dimos) Syvritos, in der auch die Klosteranlage liegt, nach Fourfouras (Φουρφουράς) in der östlich angrenzenden Gemeinde Kourites. Die Entfernung von Moni Asomaton nach Agia Fotini beträgt etwa 2,8 Kilometer. Die Gemeinde Syvritos nimmt den westlichen Teil des Amari-Beckens ein, das durch den kleinen Fluss Platy (Πλατύ) und seinen Nebenbächen bewässert wird.

## Geschichte

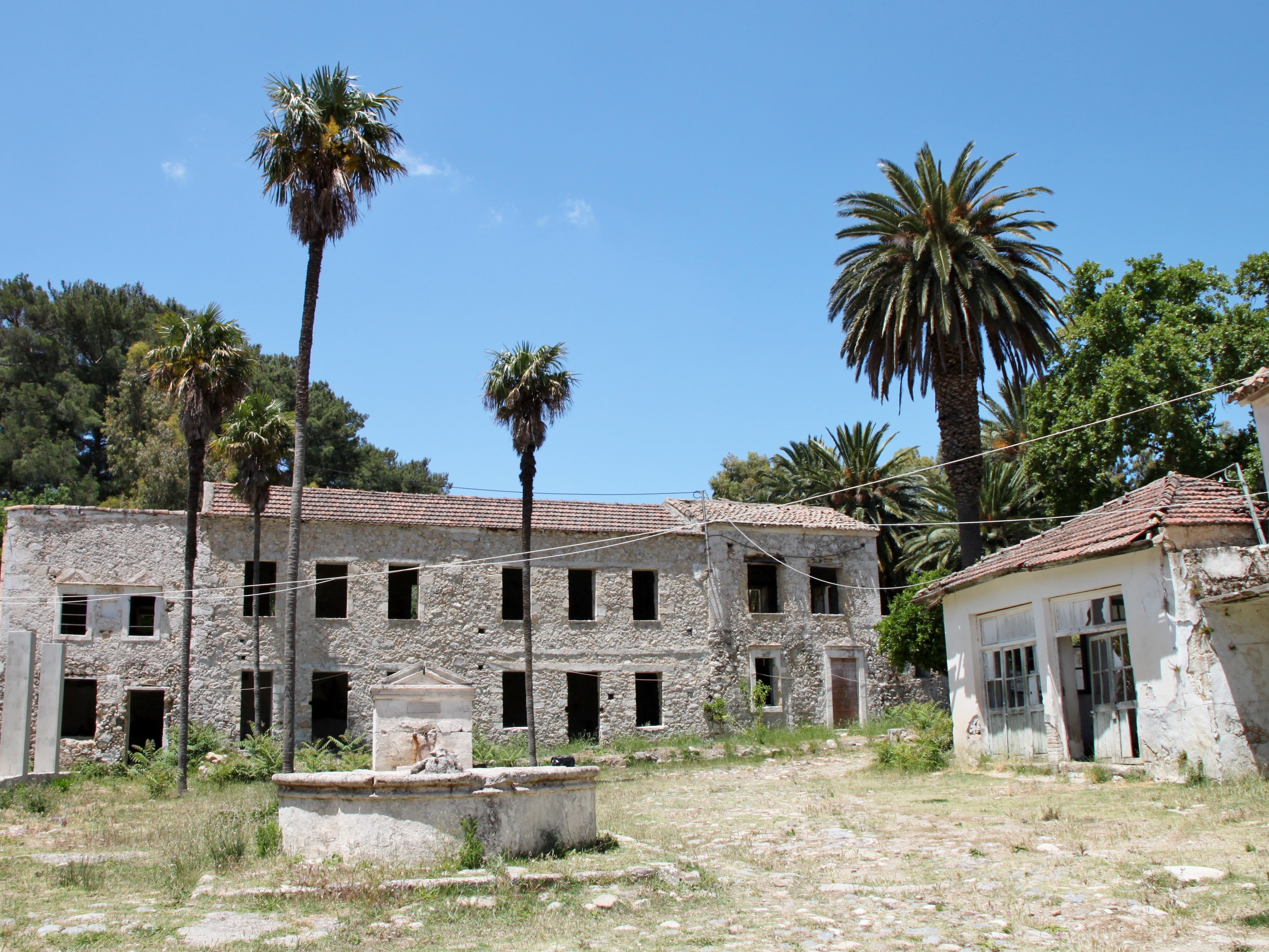
Westseite des Klosterhofes

Das genaue Gründungsdatum des Klosters ist nicht bekannt. Moni Asomaton wurde wahrscheinlich am Ende der zweiten byzantinischen Epoche Kretas (961 bis 1204) erbaut. Als Gründerin gilt eine Adlige aus Chandakas (Χάνδακας), dem heutigen Iraklio, die auf Anraten eines Mönchs des nahe gelegenen Klosters Kaloidena (Καλόειδαινα) bei Ano Meros (Άνο Μέρος) den Standort im Amari-Becken für das neue Kloster wählte und es dem Erzengel Michael weihte.
Gegen Ende der Zugehörigkeit Kretas zur Republik Venedig wurden die Klostergebäude erneuert. Als Sitz der Diözese von Lambi spielte Moni Asomaton während der osmanischen Zeit eine bedeutende Rolle in religiöser, nationaler und kultureller Hinsicht beim Widerstand gegen die Fremdherrschaft. Die Unterstützung von Aufständen gegen die Osmanen im 18. Jahrhundert führte zu Zerstörungen am Kloster. Anfang des 20. Jahrhunderts wurde es verlassen.
Im Jahr 1927 nutzte man Teile von Moni Asomaton zur Gründung einer Landwirtschaftsschule. Durch die Metropolie von Lambi, Syvritos und Sfakia mit Sitz in Spili ist die Anlage inzwischen zu einem Nonnenkloster reformiert. Das 28. Ephorat (Aufsichtsbehörde) für Byzantinische Altertümer des griechischen Kulturministeriums in Rethymno bemüht sich um die schrittweise Restaurierung der Klostergebäude.

## Beschreibung

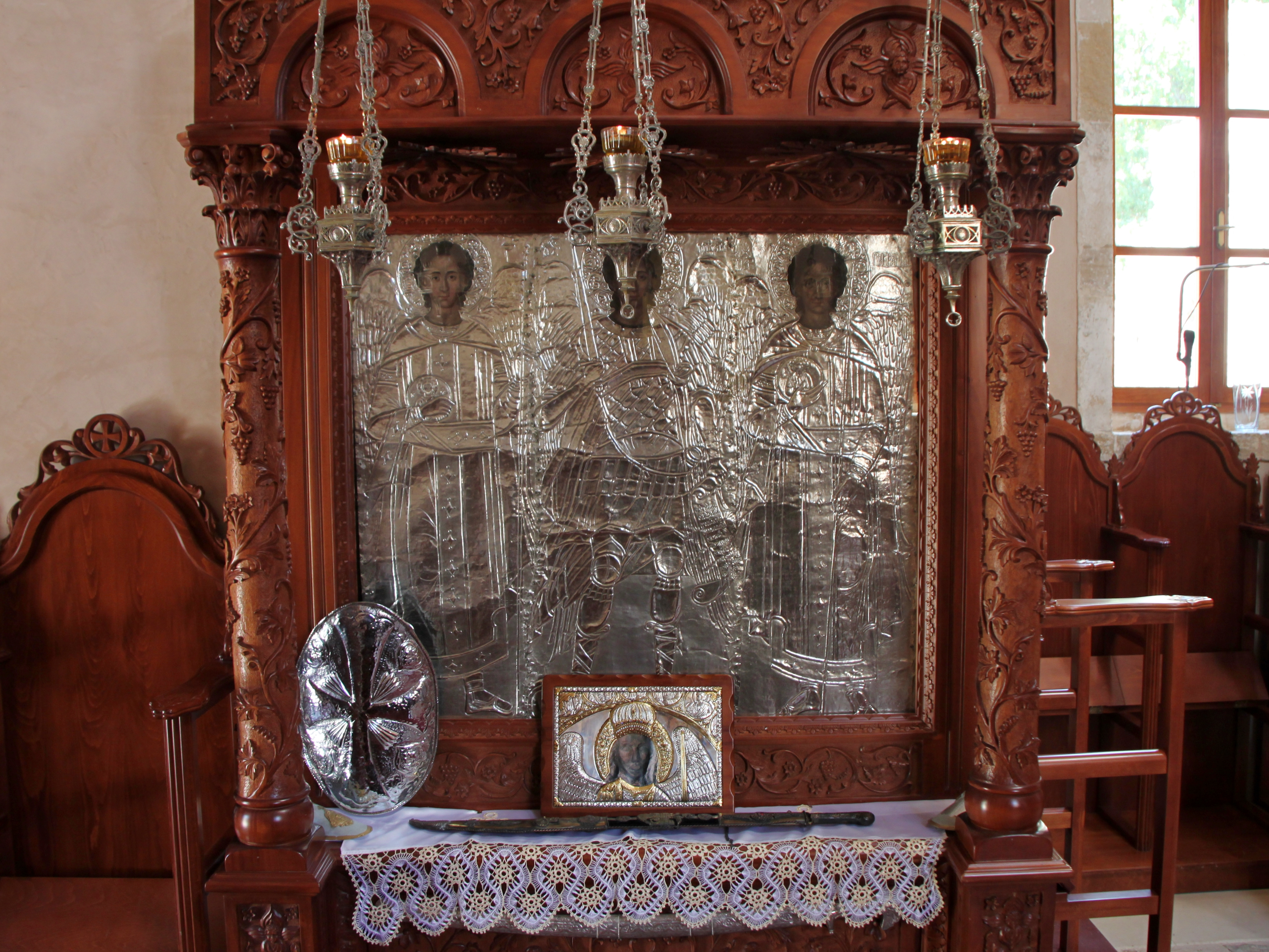
Darstellung der drei Erzengel Michael, Gabriel und Raphael in der Klosterkirche

Den Mittelpunkt der Klosteranlage von Moni Asomaton bildet die in den letzten Jahren instandgesetzte Kreuzkuppelkirche, die den Taxiarchen (Anführer der Himmlischen Heerscharen), den Erzengeln Michael, Gabriel und Raphael geweiht ist. Der Überlieferung nach könnte die Klosterkirche nach der byzantinischen Rückeroberung Kretas von den Arabern ab 961 unter Nikephoros Phokas, als Nikephoros II. von 963 bis 969 byzantinischer Kaiser, errichtet worden sein. Archäologische Überreste und Fundstücke stützen diese Annahme. Im 13. Jahrhundert baute man die Kirche in venetianisch-byzantinischem Stil um und versah sie mit einem Holzdach, bevor sie im 17. Jahrhundert ein gewölbtes Dach erhielt. Anfang des 20. Jahrhunderts wurden Teile der Seitenwände und die Kirchenkuppel zerstört.
Um die Klosterkirche herum stehen vier zweistöckige Gebäude, die unbewohnt und verfallen sind. Teilweise werden diese restauriert. Die östliche Begrenzung des Klosterhofes bildet die Abtei, das Haus des Abtes, mit interessanten Fassadendekorationen. An den anderen Seiten des Hofes stehen die Gebäude mit dem Speisesaal, den Kammern der Mönche, Arbeitsräumen und Lagerhallen sowie der Stallung. Etwas entfernt vom Haupthof der Anlage im Südosten liegt der Friedhof des Klosters, umgeben von Palmen und Obstgärten.
Neben einer Bibliothek mit einer Sammlung theologischer Bücher besaß Moni Asomaton bedeutende Erbstücke an heiligen Gewändern, Evangelien, liturgischen Objekten und Wertsachen. Darunter finden sich der Bischofsthron, Holzschnitzereien der Ikonostase und viele Ikonen. Einiges ist in der restaurierten Klosterkirche untergebracht, andere Teile werden zurzeit im Eingangsgebäude gelagert, um sie in einem zukünftig in den Klostergebäuden eingerichteten Museum auszustellen. Aus dem Bestand des ehemaligen Klostereigentums kamen nach dem Niedergang des Klosters wertvolle Objekte, wie mit Gold bestickte, qualitativ hochwertige kirchliche Gewänder oder das silberne Segnungskreuz, vielfach an andere Orte, um sie dort zu verwahren oder auszustellen. Sie befinden sich heute in den Gebäuden des Sitzes des Metropoliten in Spili, im Kloster Preveli und im Historischen Museum von Kreta in Iraklio.

Klosteransichten von Moni Asomaton
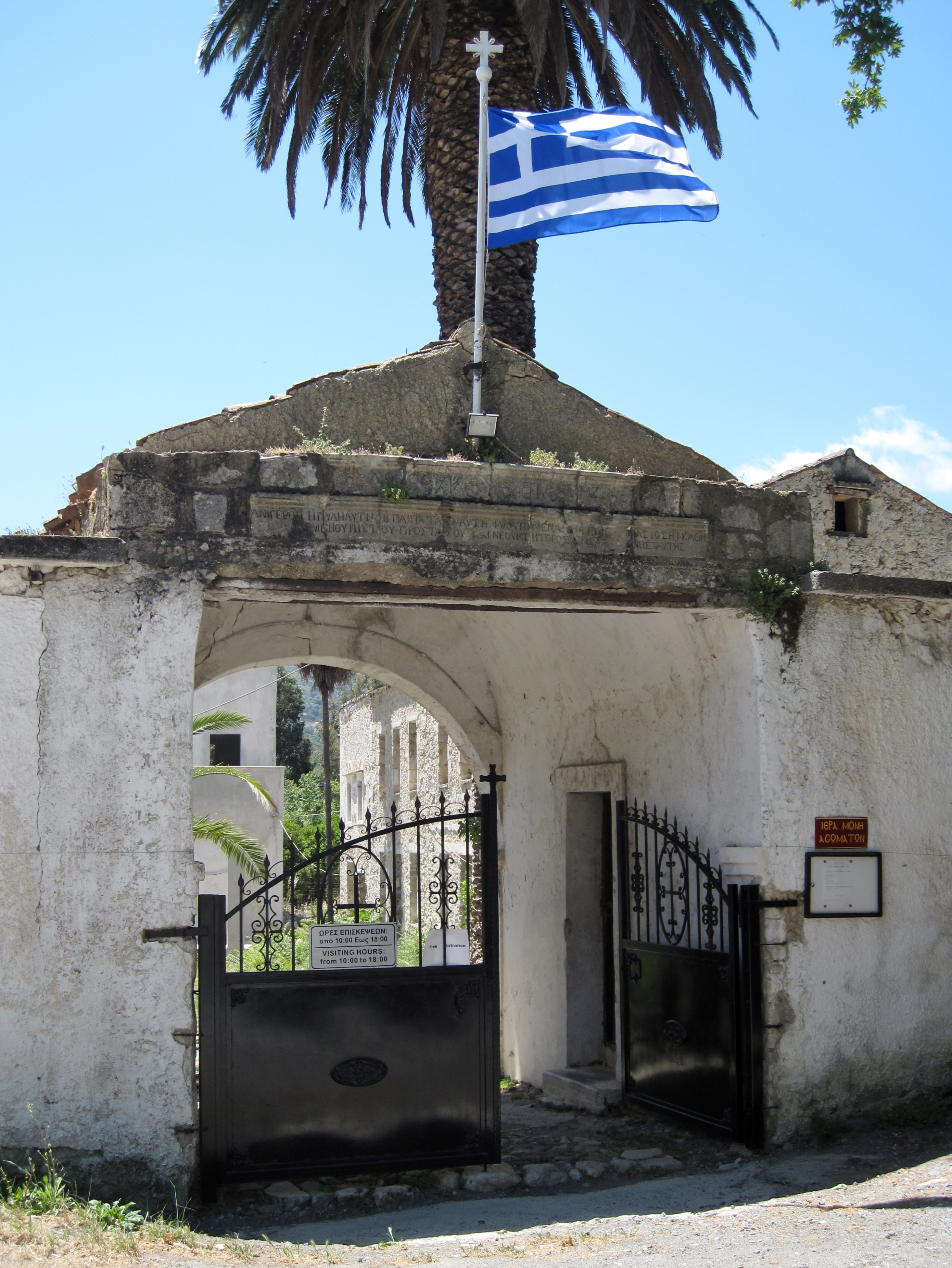
Eingang
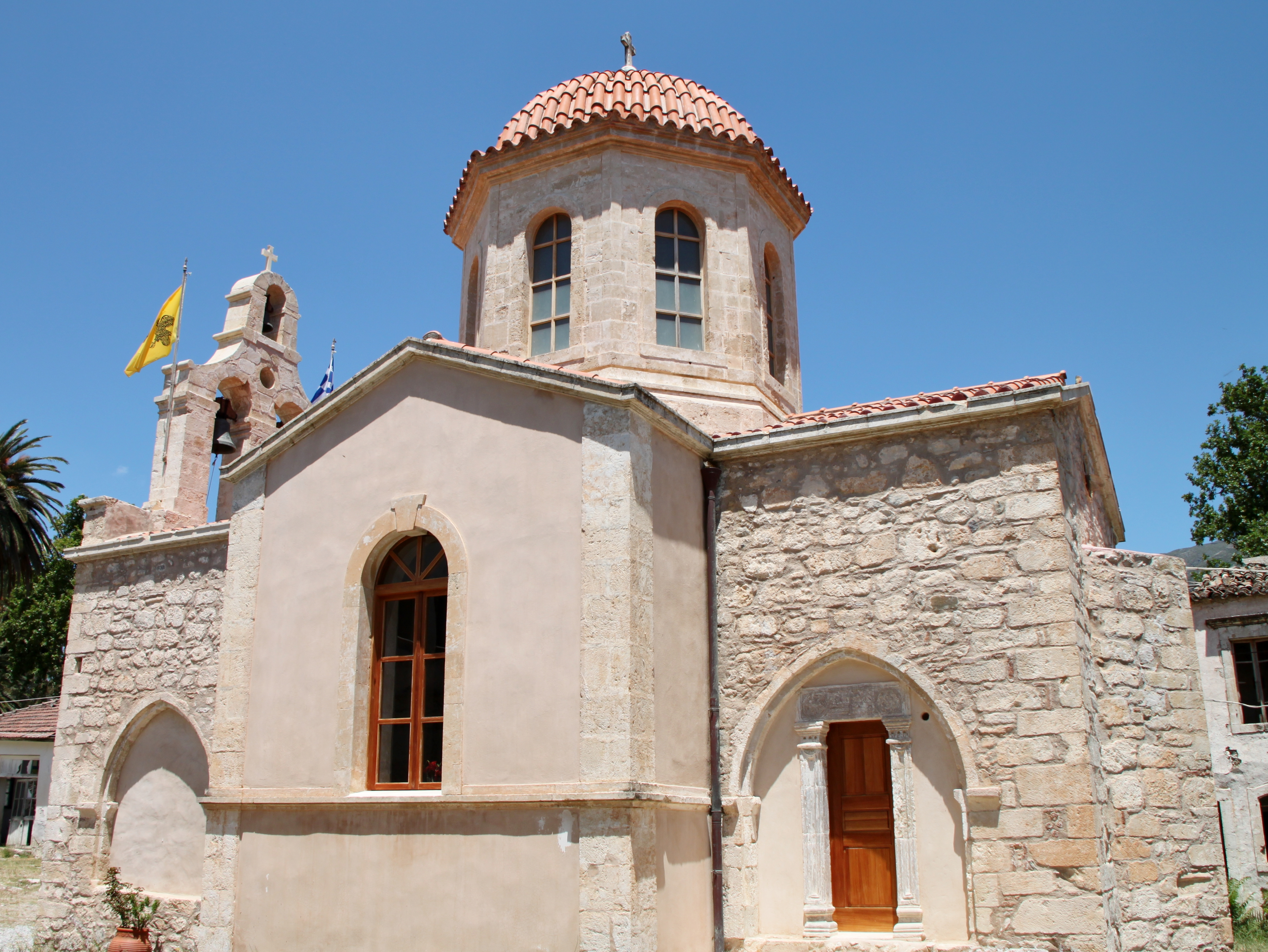
Südseite der Klosterkirche
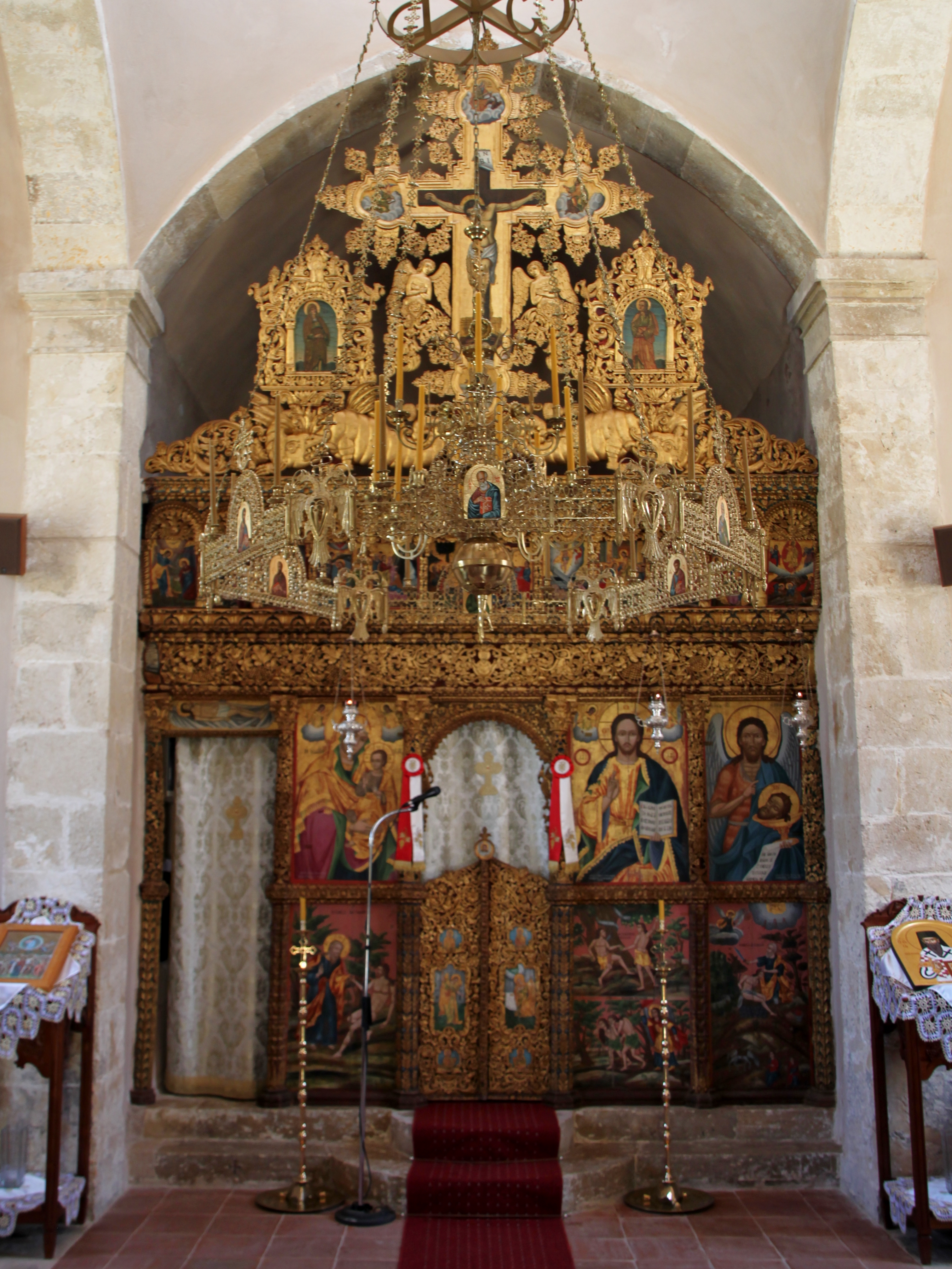
Ikonostase der Kirche
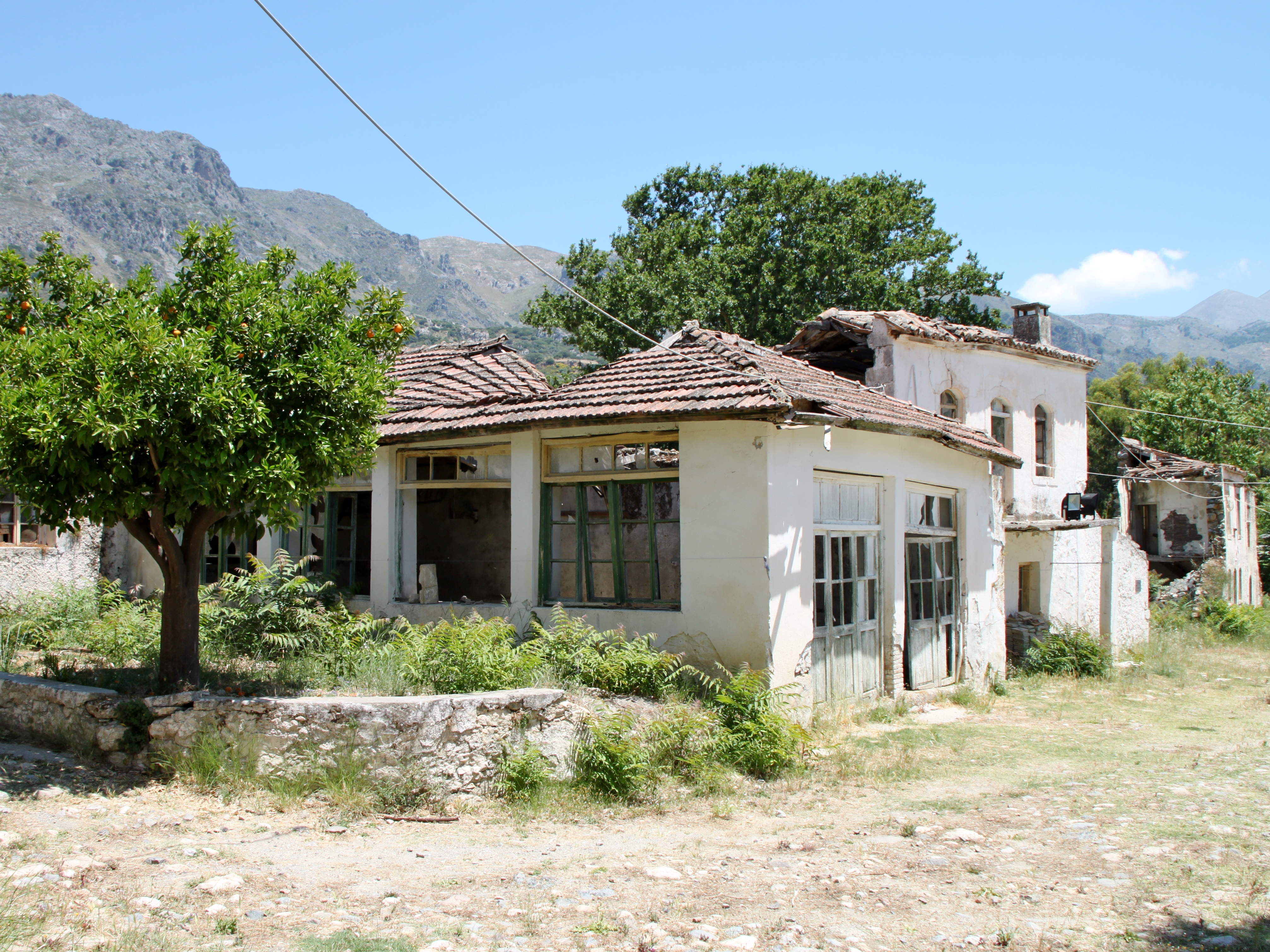
Nördliche Nebengebäude